# Таиланд на летних Олимпийских играх 2012
Таиланд на летних Олимпийских играх 2012 будет представлен как минимум в десяти видах спорта.

## Медалисты

### Серебро
| Серебро |                  |                                      |
| №       | Спортсмены       | Вид спорта (дисциплина)              |
| 1       | Пимсири Сирикаев | Тяжёлая атлетика (женщины, до 58 кг) |
| 2       | Кэу Понгпраюн    | Бокс (мужчины, до 49 кг)             |

### Бронза
| Бронза |                |                               |
| №      | Спортсмены     | Вид спорта (дисциплина)       |
| 1      | Чанатип Сонхам | Тхэквондо (женщины, до 49 кг) |

## Результаты соревнований

### Бадминтон
Спортсменов — 6
Мужчины
| Соревнование     | Спортсмены                    | Групповой этап | Групповой этап | Групповой этап | 1/8 финала    | 1/4 финала    | 1/2 финала    | Финал         | Финал |
| Соревнование     | Спортсмены                    | 1 матч         | 2 матч         | 3 матч         | 1/8 финала    | 1/4 финала    | 1/2 финала    | Финал         | Финал |
| Соревнование     | Спортсмены                    | Соперник Счёт  | Соперник Счёт  | Соперник Счёт  | Соперник Счёт | Соперник Счёт | Соперник Счёт | Соперник Счёт | Место |
| ---------------- | ----------------------------- | -------------- | -------------- | -------------- | ------------- | ------------- | ------------- | ------------- | ----- |
| Одиночный разряд | Бунсак Понсана                |                |                |                |               |               |               |               |       |
| Парный разряд    | Бодин Иссара Манипонг Йонгйит |                |                |                |               |               |               |               |       |

Женщины
| Соревнование     | Спортсмены        | Групповой этап | Групповой этап | Групповой этап | 1/8 финала    | 1/4 финала    | 1/2 финала    | Финал         | Финал |
| Соревнование     | Спортсмены        | 1 матч         | 2 матч         | 3 матч         | 1/8 финала    | 1/4 финала    | 1/2 финала    | Финал         | Финал |
| Соревнование     | Спортсмены        | Соперник Счёт  | Соперник Счёт  | Соперник Счёт  | Соперник Счёт | Соперник Счёт | Соперник Счёт | Соперник Счёт | Место |
| ---------------- | ----------------- | -------------- | -------------- | -------------- | ------------- | ------------- | ------------- | ------------- | ----- |
| Одиночный разряд | Интханон Ратчанок |                |                |                |               |               |               |               |       |

Микст
| Соревнование | Спортсмены                             | Групповой этап | Групповой этап | Групповой этап | 1/8 финала    | 1/4 финала    | 1/2 финала    | Финал         | Финал |
| Соревнование | Спортсмены                             | 1 матч         | 2 матч         | 3 матч         | 1/8 финала    | 1/4 финала    | 1/2 финала    | Финал         | Финал |
| Соревнование | Спортсмены                             | Соперник Счёт  | Соперник Счёт  | Соперник Счёт  | Соперник Счёт | Соперник Счёт | Соперник Счёт | Соперник Счёт | Место |
| ------------ | -------------------------------------- | -------------- | -------------- | -------------- | ------------- | ------------- | ------------- | ------------- | ----- |
| Микст        | Судкет Прапакамол Сарали Тхонгтхонгкам |                |                |                |               |               |               |               |       |

### Бокс
Спортсменов — 3
Мужчины
| Соревнование | Спортсмены    | Первый раунд                 | Второй раунд                  | Четвертьфинал                       | Полуфинал                     | Финал                    | Место                |
| Соревнование | Спортсмены    | Соперник Результат           | Соперник Результат            | Соперник Результат                  | Соперник Результат            | Соперник Результат       | Место                |
| ------------ | ------------- | ---------------------------- | ----------------------------- | ----------------------------------- | ----------------------------- | ------------------------ | -------------------- |
| до 49 кг     | Кэу Понгпраюн | Мохамед Флисси (ALG) В 19-11 | Карлос Кипо (ECU) В 10-6      | Александр Александров (BUL) В 16-10 | Давид Айрапетян (RUS) В 13-12 | Цзоу Шимин (CHN) П 10-13 | 2                    |
| до 52 кг     | Чатчай Бутди  | Сельчук Экер (TUR) В 24-10   | Робейси Рамирес (CUB) П 10-22 | Завершил выступление                | Завершил выступление          | Завершил выступление     | Завершил выступление |
| до 60 кг     | Саилом Ади    | Гани Жайлауов (KAZ) П 12-12+ | Завершил выступление          | Завершил выступление                | Завершил выступление          | Завершил выступление     | Завершил выступление |

### Велоспорт
Спортсменов — 1

#### Шоссейный велоспорт
Женщины
| Соревнование    | Спортсмены | Время | Место |
| --------------- | ---------- | ----- | ----- |
| групповая гонка |            |       |       |

### Гребля на байдарках и каноэ
Спортсменов —

#### Гребной слалом
Мужчины
| Соревнование | Спортсмены | Предварительный этап | Предварительный этап | Полуфиналы | Полуфиналы | Финал | Финал |
| Соревнование | Спортсмены | Время                | Место                | Время      | Место      | Время | Место |
| ------------ | ---------- | -------------------- | -------------------- | ---------- | ---------- | ----- | ----- |
| Б-1          |            |                      |                      |            |            |       |       |

### Конный спорт
Спортсменов — 1

#### Троеборье
| Соревнование              | Спортсмены | Манежная езда | Манежная езда | Кросс     | Кросс | Конкур    | Конкур | Финальный конкур | Финальный конкур | Всего     | Всего |
| Соревнование              | Спортсмены | Результат     | Место         | Результат | Место | Результат | Место  | Результат        | Место            | Результат | Место |
| ------------------------- | ---------- | ------------- | ------------- | --------- | ----- | --------- | ------ | ---------------- | ---------------- | --------- | ----- |
| индивидуальное первенство |            |               |               |           |       |           |        |                  |                  |           |       |

### Лёгкая атлетика
Спортсменов —
Женщины
| Дисциплина      | Спортсмен | Предварительный раунд | Предварительный раунд | Четвертьфиналы | Четвертьфиналы | Полуфиналы | Полуфиналы | Финал     | Финал |
| Дисциплина      | Спортсмен | Результат             | Место                 | Результат      | Место          | Результат  | Место      | Результат | Место |
| --------------- | --------- | --------------------- | --------------------- | -------------- | -------------- | ---------- | ---------- | --------- | ----- |
| прыжки в высоту |           |                       |                       |                |                |            |            |           |       |

### Парусный спорт
Спортсменов — 4
Соревнования по парусному спорту в каждом из классов состояли из 10 гонок, за исключением класса 49er, где проводилось 15 заездов. В каждой гонке спортсмены стартовали одновременно. Победителем каждой из гонок становился экипаж, первым пересекший финишную черту. Количество очков, идущих в общий зачёт, соответствовало занятому командой месту. 10 лучших экипажей по результатам 10 гонок попадали в медальную гонку, результаты которой также шли в общий зачёт. В случае если участник соревнований не смог завершить гонку ему начислялось количество очков, равное количеству участников плюс один. При итоговом подсчёте очков не учитывался худший результат, показанный экипажем в одной из гонок. Сборная, набравшая наименьшее количество очков, становится олимпийским чемпионом.
Мужчины
| Класс | Спортсмены  | Гонка | Гонка | Гонка | Гонка | Гонка | Гонка | Гонка | Гонка | Гонка | Гонка | Гонка         | Очки | Место |
| Класс | Спортсмены  | 1     | 2     | 3     | 4     | 5     | 6     | 7     | 8     | 9     | 10    | M             | Очки | Место |
| ----- | ----------- | ----- | ----- | ----- | ----- | ----- | ----- | ----- | ----- | ----- | ----- | ------------- | ---- | ----- |
| RS:X  | Эк Бунсавад | 28    | 32    | 27    | 26    | 21    | 32    | 31    | 23    | DNF   | 34    | Не участвовал | 254  | 33    |
| Лазер |             |       |       |       |       |       |       |       |       |       |       |               |      |       |

Женщины
| Класс | Спортсмены | Гонка | Гонка | Гонка | Гонка | Гонка | Гонка | Гонка | Гонка | Гонка | Гонка | Гонка | Очки | Место |
| Класс | Спортсмены | 1     | 2     | 3     | 4     | 5     | 6     | 7     | 8     | 9     | 10    | M     | Очки | Место |
| ----- | ---------- | ----- | ----- | ----- | ----- | ----- | ----- | ----- | ----- | ----- | ----- | ----- | ---- | ----- |
| RS:X  |            |       |       |       |       |       |       |       |       |       |       |       |      |       |

Использованы следующие сокращения:
- M — медальная гонка
- DNF — Did not finish (не финишировал)

### Стрельба
Мужчины
| Соревнование        | Спортсмены | Квалификация | Квалификация | Финал | Всего     | Всего |
| Соревнование        | Спортсмены | Результат    | Место        | Финал | Результат | Место |
| ------------------- | ---------- | ------------ | ------------ | ----- | --------- | ----- |
| Пистолет, 50 метров |            |              |              |       |           |       |

Женщины
| Соревнование        | Спортсмены | Квалификация | Квалификация | Финал | Всего     | Всего |
| Соревнование        | Спортсмены | Результат    | Место        | Финал | Результат | Место |
| ------------------- | ---------- | ------------ | ------------ | ----- | --------- | ----- |
| пистолет, 25 метров |            |              |              |       |           |       |
|                     |            |              |              |       |           |       |
| Скит                |            |              |              |       |           |       |

### Стрельба из лука
Спортсменов — 1
Мужчины
| Соревнование              | Спортсмены       | Квалификация | Квалификация | 1/32 финала        | 1/16 финала        | 1/8 финала         | Четвертьфинал      | Полуфинал          | Финал              |
| Соревнование              | Спортсмены       | Результат    | Место        | Соперник Результат | Соперник Результат | Соперник Результат | Соперник Результат | Соперник Результат | Соперник Результат |
| ------------------------- | ---------------- | ------------ | ------------ | ------------------ | ------------------ | ------------------ | ------------------ | ------------------ | ------------------ |
| Индивидуальное первенство | Виттхая Тхамвонг |              |              |                    |                    |                    |                    |                    |                    |

### Тхэквондо
Спортсменов — 3
Мужчины
| Соревнование | Спортсмены     | Турнир       | 1/8 финала         | Четвертьфинал      | Полуфинал          | Финал              |
| Соревнование | Спортсмены     | Турнир       | Соперник Результат | Соперник Результат | Соперник Результат | Соперник Результат |
| ------------ | -------------- | ------------ | ------------------ | ------------------ | ------------------ | ------------------ |
| До 58 кг     | Пен-Ек Каракет | За 1-е место |                    |                    |                    |                    |
| До 58 кг     | Пен-Ек Каракет | За 3-е место |                    |                    |                    |                    |

Женщины
| Соревнование | Спортсмены       | Турнир       | 1/8 финала                  | Четвертьфинал      | Полуфинал          | Финал              |
| Соревнование | Спортсмены       | Турнир       | Соперник Результат          | Соперник Результат | Соперник Результат | Соперник Результат |
| ------------ | ---------------- | ------------ | --------------------------- | ------------------ | ------------------ | ------------------ |
| До 49 кг     | Чханатип Сонкхам | За 1-е место | Кристина Ким (RUS) Поб.13:1 |                    |                    |                    |
| До 49 кг     | Чханатип Сонкхам | За 3-е место |                             |                    |                    |                    |
| До 57 кг     | Рангсия Нисаисом | За 1-е место |                             |                    |                    |                    |
| До 57 кг     | Рангсия Нисаисом | За 3-е место |                             |                    |                    |                    |

### Тяжёлая атлетика
Спортсменов — 7
Мужчины
| Категория | Спортсмен              | Вес   | Рывок | Рывок | Рывок | Толчок | Толчок | Толчок | Всего | Место |
| Категория | Спортсмен              | Вес   | 1     | 2     | 3     | 1      | 2      | 3      | Всего | Место |
| --------- | ---------------------- | ----- | ----- | ----- | ----- | ------ | ------ | ------ | ----- | ----- |
| до 69 кг  | Аттхапхон Денгчантхуек | 68.83 | 130   | 135   | 135   | 165    | 170    | 170    | 300   | 16    |
| до 77 кг  | Чатупхум Чиннавонг     | 76.64 | 157   | 161   | 162   | 191    | 195    | 195    | 348   | 4     |
| до 85 кг  | Питайа Тибноке         | 84.47 | 152   | 156   | 156   | 193    | 196    | 202    | 348   | 12    |

Женщины
| Категория | Спортсмен             | Вес   | Рывок | Рывок | Рывок | Толчок | Толчок | Толчок | Всего | Место |
| Категория | Спортсмен             | Вес   | 1     | 2     | 3     | 1      | 2      | 3      | Всего | Место |
| --------- | --------------------- | ----- | ----- | ----- | ----- | ------ | ------ | ------ | ----- | ----- |
| до 48 кг  | Панида Кхамсри        | 47.45 | 81    | 81    | 81    | —      | —      | —      | —     | —     |
| до 48 кг  | Сиривимон Прамонгкхол | 47.23 | 78    | 80    | 82    | 106    | 108    | 109    | 191   | 4     |
| до 58 кг  | Пимсири Сирикаев      | 57.76 | 100   | 103   | 103   | 131    | 136    | 140    | 236   | 2     |
| до 58 кг  | Раттикан Гулной       | 57.71 | 98    | 100   | 100   | 130    | 134    | 136    | 234   | 4     |